# 阿波羅多特斯一世
阿波羅多特斯一世（救主）（希臘語: Απολλόδοτος ο Σωτήρ），印度-希臘王國國王。統治印度-希臘王國西部和南部，範圍從旁遮普的塔克西拉到信德，甚至可能到巴利加薩。

## 印度-希臘王國統治者
阿波羅多特斯一世並不是首次統治印度的國王，但他是第一位統治範圍僅在印度的君主，因此可視為印度-希臘王國的建立者。根據學者W.W. Tarn的論述，阿波羅多特斯原為希臘-巴克特里亞王國國王德米特里一世的一位將軍，在前180年左右跟隨德米特里一世入侵印度，不確定阿波羅多特斯有沒有皇家的血統，但後來的學者們大多數同意W.W. Tarn的分析。目前對於這位國王的身世還相當模糊，畢竟他的錢幣沒有提供很多線索。
阿波羅多特斯可能把王位傳給安提瑪科斯二世，或是這兩位國王同時並存，安提瑪科斯二世統治的範圍靠近西部，更接近巴克特里亞。另外，在龐培·特羅古斯（Pompejus Trogus）的著作中提到這兩位國王是相當重要的印度-希臘王國統治者.。

## 錢幣

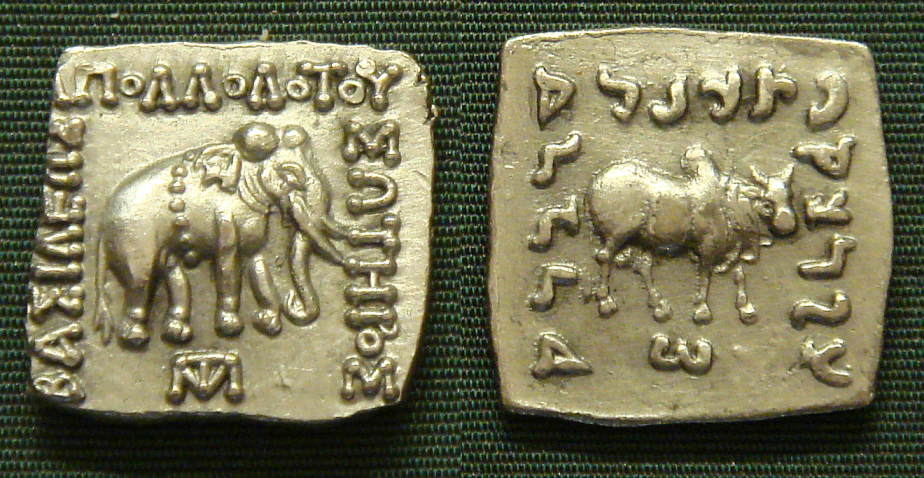
阿波羅多特斯一世的印度式錢幣.
正面: 有著帶子裝飾的聖象，並以希臘文：ΒΑΣΙΛΕΩΣ ΑΠΟΛΛΟΔΟΤΟΥ ΣΩΤΗΡΟΣ，即「國王·救主阿波羅多特斯的」.
反面: 有著一頭公牛，並以佉盧文：MAHARAJASA TRATARASA APALADATASA, 即「大王·救主阿波羅多特斯的」.
實際尺寸: 15 公厘, 1.4 公克.

阿波羅多特斯一世和後來的米南德一世兩者錢幣發行量是印度-希臘王國統治者中最為龐大的，阿波羅多特斯所發行的錢幣主要發現在旁遮普、信德、古吉拉特一帶，顯示出希臘人最南擴張至古吉拉特。同樣在一份有關於一世紀印度洋商業貿易上的文獻《厄立特里亞海航行記》（Periplus of the Erythraean Sea）提到，古吉拉特境內的巴利加薩戰略要地上，遺留許多希臘人曾經到來的建築，如神廟、軍營、城牆等等。斯特拉波也記載希臘人占領印度河三角洲的巴塔林（Patalene）一帶。同時很可能信德也在阿波羅多特斯一世的手中，但不清楚阿波羅多特斯是否進軍至古吉拉特，當時那裏歸百乘王朝管轄。
阿波羅多特斯發行許多雙語的印度式四方硬幣，上頭除了常用的王室頭銜外，還刻著有象徵意味的動物，雖然不太清楚這些動物代表什麼意思，上頭的聖象很可能是塔克西拉的象徵物，或是那可能是頭白象，在佛教中據說摩耶夫人夢見一頭白象進入她的腹中，從而懷了釋迦牟尼，因為當時佛教是印度-希臘王國境內的主要宗教之一，因此很可能與佛教有關。
相同地，錢幣上另一頭聖牛很可能是Pushkhalavati這座城市的象徵物，或者可能是頭神牛，祂是濕婆的坐騎，象徵印度教，當時印度教也是重要宗教之一。公牛往往代表男性的勃起狀態，加強濕婆「創造」的象徵。若是如此，那之前錢幣上的大象也加強它是宗教象徵上的解釋。另外，根據佛學專家阿勒弗萊德·福舍表示，公牛也可象徵佛陀的誕生，因佛教徒的衛塞節是在發生在太陽行至金牛宮處的滿月期間，同時也是紀念釋迦牟尼誕生、成道、涅槃的節日。
一些阿波羅多特斯一世較早的錢幣直接與佛教象徵的大象有關，像是如窣堵坡頂上有一顆明星，這圖形在孔雀王朝和後來的古寧陀王國（Kuninda kingdom）錢幣上也可看到。阿波羅多特斯一世還嘗試發行許多不同重量標準的銀幣，直到他決定一個比阿提卡標準輕點的幣制，此幣制被稱為印度標準，盛行約一世紀之久，儘管後來的統治者用敲打壓印的圓形錢幣取代阿波羅多特斯式的傳統印度四角錢幣。他還發行若干銅幣，上頭有阿波羅和祂的三腳架，這也流通了幾百年。

### 巴克特里亞式錢幣
阿波羅多特斯也發行一小系列的四德拉克馬，他打算運用在巴克特里亞境內，且為單一希臘語的阿提卡幣制。為了達成目的，阿波羅多特斯一世明確雇用了巴克特里亞的希臘刻模師，來打造自己精美寫實的肖像，肖像透露出當時阿波羅多特斯已步入中年，頭戴考西亞帽。錢幣反面是雅典娜女神的坐姿，手上有著尼刻棲停。從亞歷山大大帝的繼業者利西馬科斯首創之後，這樣的錢幣模式在希臘化世界相當普遍。另外，在這種錢幣上，他並沒有使用他的稱號「救主」。

## 腳註
1. ↑  在一世紀的《厄立特里亞海航行記》（Periplus of the Erythraean Sea）提到許多希臘建築和城塞存於巴利加薩，然而作者把這些誤判為亞歷山大所為，但是亞歷山大當年沒南下如此遠。航行記也提到希臘錢幣在此地的流通。
|                         | 這最大的城市是米南伽拉（Minnagara），從這輸送許多棉製衣料到巴利加薩，那裡今日仍保留亞歷山大遠征的遺跡，如神廟、城牆和許多其它事務。 |
| ——厄立特里亞海航行記 41 | |
|                         | 到了今日，古老的德拉克馬仍在巴利加薩流通，從這邊來的錢幣上刻著希臘字母的銘文，這些事物是亞歷山大大帝、阿波羅多特斯一世、米南德統治之後所留下的。 |
| ——厄立特里亞海航行記 41 | |
2. ↑  學者A.K. Narain不認為阿波羅多特斯一世存在，並認為這些錢幣應屬於阿波羅多特斯二世，然而隨著阿波羅多特斯一世的錢幣肖像被發現，這論點已被棄絕。
3. ↑  龐培·特羅古斯, 查士丁節選自《龐培·特羅古斯摘要》.
4. ↑  阿勒弗萊德·福舍 "The beginnings of Buddhist Art"  Plate I.

## 外部連結
- 阿波羅多特斯的錢幣 （页面存档备份，存于）
- 更多阿波羅多特斯的錢幣 （页面存档备份，存于）

參考Osmund Bopearachchi的世系分類
| 承繼於： 阿加托克利斯 | 印度-希臘王國國王 （帕洛帕米薩達, 阿拉霍西亞, 健馱邏, 旁遮普） （約前180年-約前160年） | 繼承： 安提瑪科斯二世 |